# Будберг, Александр Андреевич
Барон Александр Андреевич Будберг (нем. Alexander Paul Andreas Freiherr von Budberg-Bönninghausen; 1853—1914) — член Государственного Совета по назначению; действительный статский советник (1891), шталмейстер (1900), обер-егермейстер (1913). Брат Фёдора Андреевича Будберга.

## Биография
Родился в Берлине 28 июня 1853 года в семье дипломата Андрея Фёдоровича Будберга.
Окончил юридический факультет Санкт-Петербургского университета со степенью кандидата прав в 1875 году и начал службу в Департаменте Министерства юстиции. Отбыв в 1876 году воинскую повинность, в 1877 году продолжил военную службу, поступив в лейб-гвардии Гусарский полк. Произведённый в портупей-юнкера, а затем в корнеты, принял участие в русско-турецкой войне; за переход через Балканы был награждён орденами Св. Анны 4-й степени, Св. Станислава 3-й степени с мечами и бантом. По окончании войны, с 1879 года служил по ведомству Министерства внутренних дел в Одессе и Вильне.
С 1882 года был делопроизводителем в Военно-походной канцелярии Е.И.В., а с 1883 года — помощник начальника канцелярии Императорской Главной квартиры. В 1887 году сопровождал императора Александра III в его поездках по России, а также в Германию и Австро-Венгрию.
В 1891—1893 гг. — помощник начальника; в 1893—1895 гг. — начальник «Канцелярии прошений, на Высочайшее имя приносимых» при Императорской Главной квартире; в 1895—1899 гг. — товарищ главноуправляющего; в 1899—1913 гг. — главноуправляющий Канцелярией Е.И.В. по принятию прошений, на Высочайшее имя приносимых.
В августе 1905 года он был назначен членом Государственного совета; принимал активное участие в особых совещаниях по вопросам, связанным с преобразованием государственного строя России; был автором одного из первых проектов Манифеста императора. С 1906 года, после преобразования Государственного совета в верхнюю палату, входил в число присутствующих членов.
С 1908 года — статс-секретарь Его Величества. Состоял шталмейстером, гофмейстером, обер-егермейстером Высочайшего Двора (1914). Удостоен ряда высших российских орденов, в том числе ордена Св. Александра Невского.
Умер 11 апреля 1914 года.
С 1912 года жил в Санкт-Петербурге по адресу: Коломенская улица, дом 15. Был владельцем имения Клястицы.

## Награды
- Св. Анны 4-й ст.
- Св. Станислава 3-й ст. с мечами и бантом
- Орден Святого Александра Невского

## Семья
Был женат на графине Евгении Эдуардовне Тотлебен (1860—1954), дочери военного инженера, героя обороны Севастополя генерала Э. И. Тотлебена. Их дети:
- сыновья:
  - Андрей (Andreas Eduard Gotthard); (07.09.1884—12.02.1905)
  - Эдуард (Eduard Victor Alexander); (02.02.1886—?)
- дочери, фрейлины Александры Фёдоровны:
  - Мария (Marie Victorine Helene); (29.11.1881—?), замужем за Виктором Карловичем Эттером.
  - Инна? (Eugenie Victorine Marie); (25.03.1883—?)
  - Вера (1890—?)[2]
  - Елена (Helena Elisabeth); 29.05.1891—?), единственная из сестёр, которая не была фрейлиной.